# Горинь

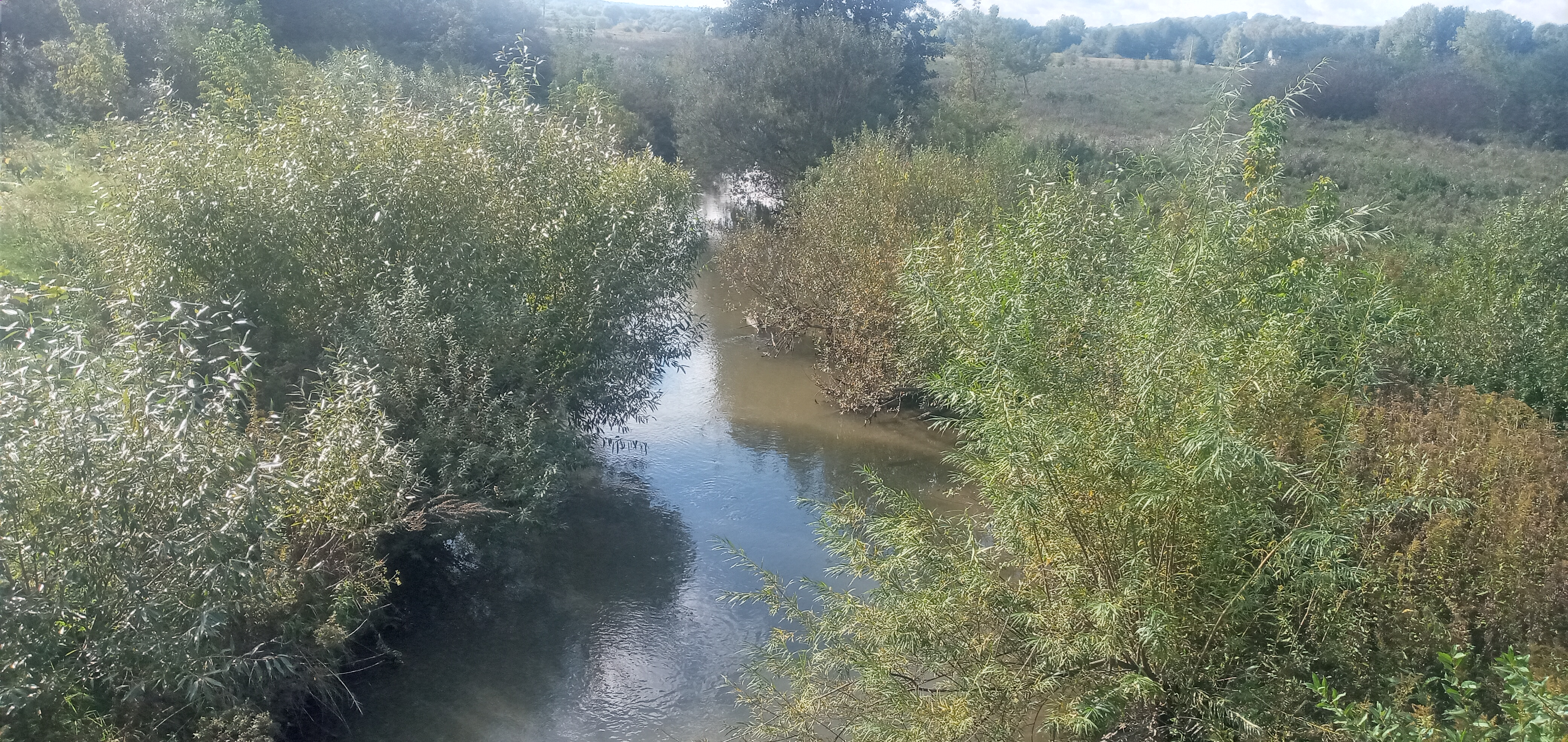
Річка Горинь біля села Бодаки

Гори́нь (біл. Гарынь, давня назва — Горина) — річка в Україні та Білорусі. Права притока Прип'яті (суббасейн річки Прип'яті, басейн Дніпра). Починається біля села Волиця Кременецького району Тернопільської області.

## Походження назви
Назва річки «Горинь» походить від давньоруського слова «горина» (гориста місцевість). У далекому минулому річка так і називалася Горина (бере свій початок між східними відногами пагористого пасма Вороняки, на висоті 345 м над рівнем моря).

## Історія
20 жовтня 1672 року між Османською імперією та Річчю Посполитою у місті Бучач на Тернопіллі було укладено мирний договір, згідно з пунктом 4-м якого було прописано встановлення західного кордону Української держави по річках Горинь і Лабунь[уточнити].

## Опис та географія

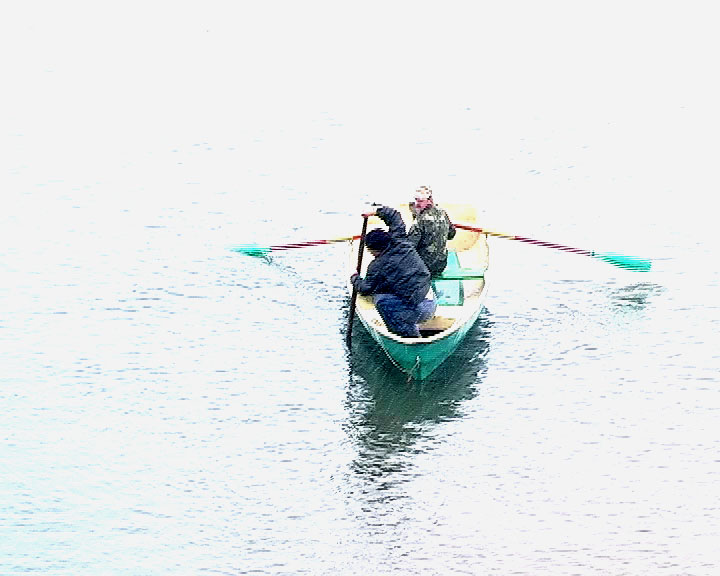
Пошуки потопельника. Річка Горинь в Ізяславі

Довжина 659 км (у межах України — 577 км), площа водозабору 27700 км². Загальне падіння річки 218 м. Середній похил річки 0,33 ‰.
Річка Горинь бере початок із джерела, що виходить на денну поверхню на північний захід від села Волиця Кременецького району Тернопільської області. Загалом тече з південного-заходу на північний схід і впадає в Прип'ять із правого берега на 412 км від її гирла, за 14 км нижче м. Давид-Городок, на висоті 127 м над рівнем моря. За 28 км від гирла річка розгалужується на два рукави, з яких основним є правий; лівий рукав Ветлиця завдовжки 26 км впадає в р. Прип'ять на 417 км.
Басейн Горині межує на заході з басейнами Стиру, на сході з басейнами Уборті і Ствиги, на півдні — з басейном Дністра.
Територія сточища має неправильну грушоподібну форму; довжина його 300 км, середня ширина 92 км, найбільша ширина в середній частині 200 км, у нижній — різко зменшується до 10 км.
Верхня частина басейну до впадання р. Устя розташована на Волинь-Подільській височині і являє собою плато з висотами 385,5—215 м, сильно розчленоване долинами річок і балок (густота яружно-балкової мережі, за С. Соболєвим, становить 1—1,25 км на 1 км² поверхні).
Середня й нижня частини сточища лежать в області значно заболоченої низинної рівнини Полісся, що характеризується плоским рельєфом з піщаними пагорбами.
У межах плато основними породами є крейдові піски, мергелі, вапняки й крейда, що трапляються у вигляді виступів у долинах річок, що підстелені древніми кристалічними породами, переважно гранітами, і перекриті товщею третинних пісків, глин, мергелів і черепашкових вапняків. Четвертинні утворення представлені флювіогляціальними пісками й суглинками, а також лесами, на яких розвинені родючі сірі лісові ґрунти й чорноземи.
У межах Полісся поширені моренні відклади, представлені звичайно суглинками з різним складом валунів, флювіогляціальні піски та лесоподібні суглинки з поверхневим покривом дерново-підзолистих ґрунтів; значні площі зайняті торфовищами. Ґрунтові води належать до девонських і крейдових відкладень, а в межах кристалічного масиву — зв'язані із тріщинами в кристалічних породах. У межах Полісся глибина залягання ґрунтових вод незначна.
Більша частина поверхні басейну розорана; ліси, що займають 1950 км² (18 %), поширені переважно в низов'ї та складаються із сосни з домішкою дуба; у верхів'ї переважають широколистяні ліси (дуб, граб, клен, ясен), що збереглися по схилах долин річок і балок. У пониззі значну площу займають низинні очеретяні й осокові болота, загальна площа яких становить 1700 км² (6 %). Подекуди збереглися землі, покриті луговою рослинністю. Озер у басейні дуже мало (0,1 %).
Річкова мережа добре розвинена, чому сприяють кліматичні умови і характер ґрунтів. Коефіцієнт густоти річкової мережі без обліку річок, завдовжки до 10 км, становить 0,26, а з врахування останніх — 0,46.
Пологі й помірно круті ділянки схилів звичайно розорані, круті — задерновані або покриті мішаним лісом і чагарником. У пониззі трапляються заболочені луки.
У верхів'ї схили складені вапняком і крейдовими породами, перекритими супісками та суглинками, нерідко трапляються оголення древніх кристалічних порід; на решті ділянок вони переважно піщані й супіщані.
У верхній та середній течії річки на обох схилах (чергуючись по берегах) на висоті 3—8 м над річкою розташовуються тераси, завширшки від 0,3 до 4 км, із крутим уступом, заввишки 5—10 м. Їхня поверхня переважно рівна, розорана, рідше покрита сосновими або мішаними лісами.
У верхів'ї річки біля підніжжя схилів є витоки ґрунтових вод.
У верхній течії річки заплава заболочена, покрита найчастіше лучно-болотною рослинністю, рідше чагарником і окремими деревами. На інших ділянках вона переважно суха, лугова, сильно перетята старицями, балками й озерцями, по берегах яких є густі зарості очерету й чагарнику (верба, плакуча верба). Трапляються піщані гряди й окремі пагорби, заввишки від 1 до 8 м. Біля схилів найбільш знижена частина її заболочена і являє собою мокрий луг.
Ґрунти мулисто-піщані й глинисті, на заболочених ділянках торф'янисті.
Щорічно в період весняного водопілля й дощових паводків заплава затопляється на глибину від 0,5 до 3,3 м на 1—2 тижні; на знижених ділянках вода втримується протягом 1—3 місяців.

## Гідрологія
Русло Горині у верхній частині течії помірно звивисте, у середній і нижній — сильно звивисте (радіус кривизни звивин місцями досягає 20—40 м), переважно нерозгалужене. Ширина річки до гирла річки Полква 3—10 м, нижче — 25—60 м, найбільша — 19 м (верхня окраїна с. Ворона), найменша — 0,5 м (с. Мала Горянка). Глибини розподіляються нерівномірно; на плесах 1,4—2,5 м, місцями до 5—11 м, на перекатах зменшуються до 0,3—1 м. Швидкості течії на плесах незначні (0,1—0,3 м/с), на перекатах зростають до 0,5—1,3 м/с.

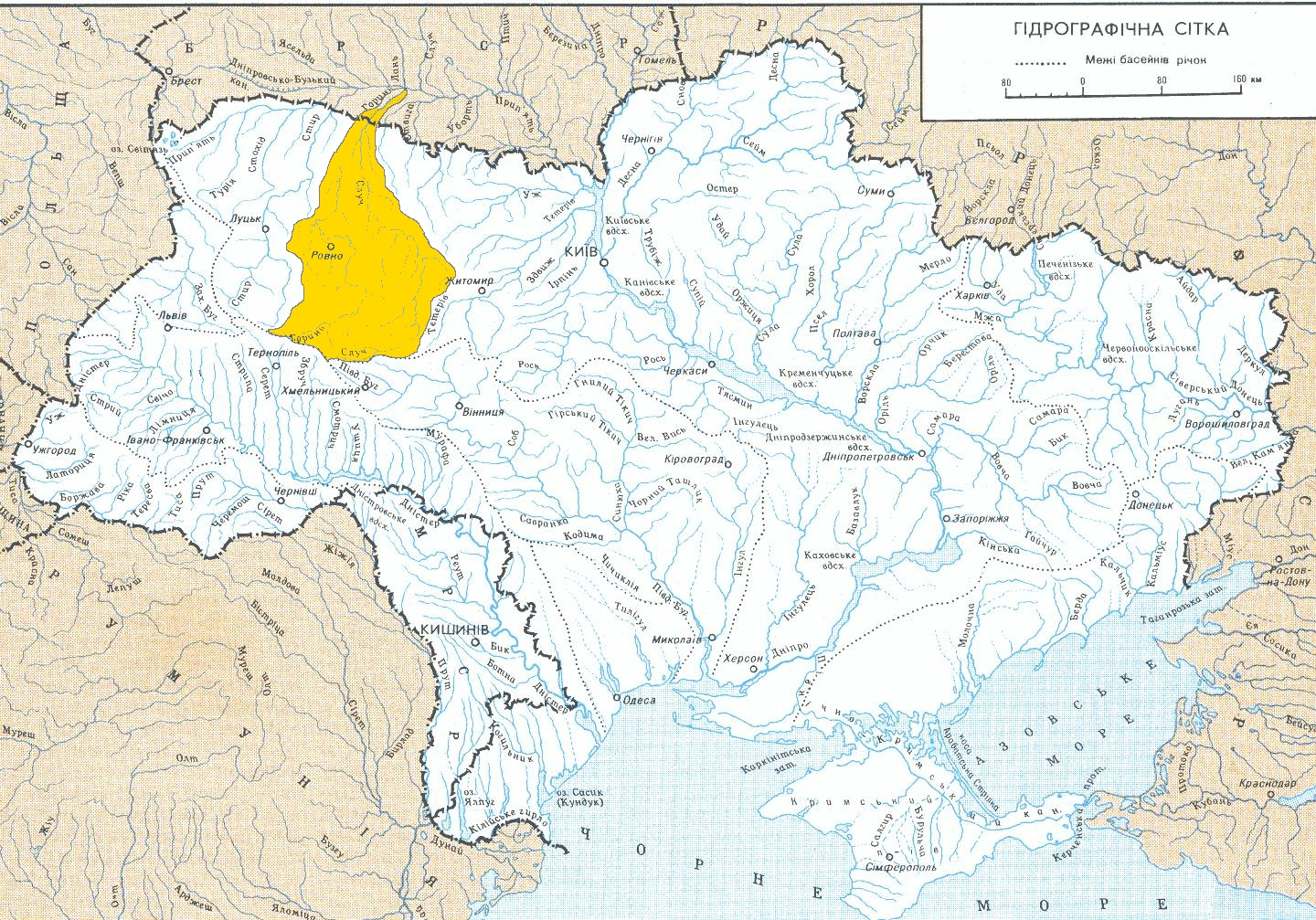
Басейн річки Горинь на гідрографічній мапі України

Русло незначно заростає очеретом, осокою й водоростями, здебільшого біля берегів, смугою в 3—5 м; у нижній течії засмічене затонулими колодами, корчами та деревами, які упали з берегів.
Дно здебільшого піщане, на перекатах іноді покрите галькою, на плесах замулено; у верхів'ї на окремих ділянках кам'янисте. Береги заввишки від 1 до 6 м, переважно круті або обривисті, на звивистих місцях чергуються з пологими й дуже пологими, у верхів'ї вони часто торф'янисті, задерновані, рідше скелясті або суглинні, на інших відрізках піщані або піщано-глинисті, підмиваються водою й, руйнуючись, обвалюються в річку разом зі чагарниками, які ростуть на них, й окремими деревами. У багатьох місцях вони зливаються зі схилами долини.
Живлення річки переважно снігове з помітною участю дощового й ґрунтового.
У річному ході рівня виділяються висока весняна повінь, низька літня межень, що порушується короткочасними дощовими паводками, осінні й зимові підйоми води. Підйом рівня навесні найчастіше починається в березні, рідше — в лютому, відбувається інтенсивно (до 0,5—1,0 м/добу) і в середині або другій половині березня настає найвищий рівень заввишки при звичайному повноводді 0,8—4,6 м, при винятково високому — 1,2—5,8 м. Як правило, повноводдя проходить одним піком і дуже рідко двома. Спад відбувається повільно, протягом одного-двох місяців і звичайно наприкінці травня-червні встановлюється межень.
Дощі, що випадають майже цілорічно, викликають паводки заввишки в середньому 0,5—1, 5 м, і рідко сягаючого рівня весняного повноводдя.
У жовтні починається підйом рівня води, що триває до льодоставу; після замерзання рівень знижується, але залишається вище літнього. Узимку при відлигах бувають паводки, заввишки 0,5—2,5 м.
Найбільш багатоводна річка буває навесні (III—IV), коли по ній проходить 42—54 % річного стоку, на літо й осінь (VI—XI) припадає 31—39 %, на зиму (XII—II) — 15—21 %.
Найбільша витрата води багатоводного 1932 р. поблизу с. Волошки дорівнювала 1108 м³/с, біля с. Антонівка 1610 м³/сек, що відповідає модулям стоку 162 і 142 дм³/с з 1 км². Найменші модулі стоку влітку й узимку не перевищують 0,4—1,2 дм³/с з 1 км². Середньорічний модуль стоку наведений до багаторічного ряду становить поблизу с. Волошки — 3,96 л/с з 1 км², біля с. Антонівка — 3,81 л/с з 1 км² у сел. Горинь — 3,56 дм³/с з 1 км².
Мінералізація води р. Горинь у створі в районі Хмельницької АЕС становить: весняна повінь — 502 мг/дм³; літньо-осіння межень — 455 мг/дм³; зимова межень — 567 мг/дм³. Мінералізація води водойми-охолоджувача Хмельницької АЕС становить: весняна повінь — 396 мг/дм³; літньо-осіння межень — 401 мг/дм³; зимова межень — 405 мг/дм³. Тип вод — гідрокарбонатно-кальцієвий.
Льодостав найчастіше настає в середині грудня, на перекатах нерідко залишаються ополонки, що місцями зберігаються протягом усієї зими. Річка скресає у верхів'ї наприкінці лютого — початку березня, у середній й нижній течії на 1—2 тижні пізніше.
Річка у верхів'ї використовується, як джерело гідроенергії та для риборозведення.
Більша частина басейну розорана (понад 60 %), ліси займають 18 % басейну, болота — низинні очеретові і осокові — займали до осушення 6 %. Заплавні луки частково розорані, окультурені або перебувають під випасами, що призводить до їх деградації, а також змиву при паводках у річкове русло значних домішок — органічних, бактеріальних і твердого стоку.

## Фауна
У річці Горинь у межах Рівненщини наявні 34 види риб і круглоротих, серед яких є вразливі та зникаючі занесені до Червоної книги України — мінога українська (Eudontomyzon mariae), бистрянка російська (Alburnoides rossicus), марена дніпровська (Barbus borysthenicus), йорж носар (Gymnocephalus acerinus), ялець звичайний (Leuciscus leuciscus), карась звичайний (Carassius carassius), минь річковий (Lota lota). Переважна більшість цих видів трапляються вкрай рідко, лише марена дніпровська в окремих місцях водотоку трапляється частіше. Досить часто у річці спостерігаються також цінні промислові види — лящ і щука.

## Судноплавство
За часів окупації Другою Річчю Посполитою на території України судноплавною Горинь була лише по кілька тижнів весни в 1937—1938 рр, тобто при середньовисоких станах води. Офіційно річка вважалася придатною для судноплавства від гирла до Дубровиці, решта була сплавною.
За часів радянської окупації було створене Стир-Горинське управління річкового транспорту (до середини 1960-х рр. управління мало назву Стир-Горинське агентство річкового транспорту; загалом у 1970—1980-х рр. управління мало три пристані: Луцьк, Зарічне та Дубровиця, де працювало в різні роки бл. 260—280 працівників та перевозило за рік 300—350 тис. вантажів). Це управління проіснувало до розпаду СРСР. У той час річкою транспортувався переважно базальт і щебінь з Клесівського кар'єру до Волинської області. Перевезення відбувалися за допомогою буксирів (БК — буксирний катер; обслуга — двоє людей: капітан та моторист, як правило, випускники Київського річкового училища), до яких причіплювалося по 2—3 баржі. Були також допоміжні катери «Яструб» та «Глухар». Крім того, майже щороку русло Горині поглиблювалося за допомогою земснарядів у проблемних місцях. Існувало навіть судно з обслугою, що піднімало з річища Горині дуби, які падали до річки після підмивання берегів. Такий вигляд мали БК (буксирні катери) [Архівовано 25 липня 2014 у Wayback Machine.].
В місцях Горині, де були поромні переправи (біля сіл Велюнь і Висоцьк Дубровицького р-ну), обслуга буксирного катера заздалегідь подавали звуковий сигнал. щоб на поромній переправі встигли опустити поромний трос на дно річки. Після проходження буксиру, трос піднімався і поромну переправу можна було продовжувати. Через те, що Горинь є порівняно не дуже широкою річкою і для того, щоб баржі буксира не заносило чи то на мілину чи близько до берега, до останньої баржі прикріплювався певний вантаж, т. зв. «волокуші», які тяглися дном Горині. Звісно, що це мало негативний вплив на річкову флору та фауну, особливо під час нересту.
Від м. Давид-Городок до гирла річка судноплавна.

## Притоки
- Праві: Безіменна, Жирак, Калинка, Полква, Видава, Луб'яхівка, Понора, Очеретинка, Цвітоха, Богушівка, Гнилий Рів, Жильжанка, Боркова, Замчисько, Косма, Зульня, Случ, Глибока Долина.
- Ліві: Горинька, Тростянка, Устя, Вирка, Вілія, Стубазка, Зарнівка, Мельниця, Вирка, Чаква, Бережанка, Безіменна, Безіменна, Сирень, Лепеха, Сошень, Безіменна.

## Населені пункти
Міста:
- Ланівці , Ізяслав, Славута, Нетішин, Острог, Дубровиця, Столін, Давид-Городок,Збараж.

Селища:
- Вишнівець, Ямпіль, Білогір'я, Гоща, Оржів, Степань, Річиця, Олександрія, Деражне.

Річка протікає через Кременецький, Збаразький та Лановецький райони Тернопільської області, Білогірський, Ізяславський та Славутський райони Хмельницької області, а також Острозький, Гощанський, Рівненський, Костопільський, Сарненський, Володимирецький та Дубровицький райони Рівненської області.

## Екологія
Внаслідок господарської діяльності у басейні спостерігаються кризові ситуації. Першою із них є розміщення в верхній течії (на межі Хмельницької і Рівненської областей) Хмельницької АЕС. Через невирішеність проблеми технічного водопостачання із р. Південний Буг, АЕС знімає пікові значення повені, залишаючи в бровках русла лише мінімальний стік. Це веде до розвитку руслової ерозії, замулення зимувальних ям, каналізування русла. Внаслідок цього роками не спостерігалось у верхній і середній течії розвитку паводків, не відбувається енергообмін між руслом і заплавою, розвинулись явища стагнації. Із водної екосистеми зникають угрупування макрофітів, у першу чергу рдестів, аїр, глечиків.
Другою із вказаних проблем є процеси розширеної депресії підземних вод, сформованих в крейдяно-мергельній товщі (регіон Гощансько-Острозький) — через необґрунтований забір підземних вод для питного водопостачання м. Рівне. Інтенсивна інфільтрація у підземні водоносні горизонти поверхневого стоку посилює каналізування русла і деградацію річкової екосистеми.
Доповнює формування кризової ситуації у р. Горинь забруднення промисловими і зливовими водами від хімоб'єднання «Азот» нижче міста Рівне і скиду стічних вод Оржівського деревообробного комбінату нижче впадання річки Устя.
У цілому, формування якості річкових вод басейну визначають — сольовий фон (хлориди), біогенні сполуки-фосфати, руслова ерозія, токсичні домішки (мідь).
За комплексним екологічним індексом річка в гирловій частині може бути віднесена до класу помірно-забруднених річок і перехідних до забруднених.
Якість річкових вод погіршують періодичні скиди (аварійні) стічних вод від цукрових заводів (Острозького, Бабино-Томахівського, Мізоцького).